# Zweites Buch Sozialgesetzbuch
Das Zweite Buch Sozialgesetzbuch regelt die Grundsicherung für Arbeitsuchende und Teile des deutschen Arbeitsförderungsrechts in der Bundesrepublik Deutschland.
Das SGB II ist seit 1. Januar 2005 in Kraft und bildete Art. 1 des Vierten Gesetzes für moderne Dienstleistungen am Arbeitsmarkt vom 24. Dezember 2003, umgangssprachlich als „Hartz-IV-Gesetz“ bezeichnet.
Mit Wirkung zum 1. Januar 2023 wurde das im SGB II geregelte Arbeitslosengeld II in „Bürgergeld“ umbenannt. Bis zum Ablauf des 30. Juni 2023 konnte von den zuständigen Behörden für den Begriff Bürgergeld auch der Begriff „Arbeitslosengeld II“ oder „Sozialgeld“ verwendet werden (§ 65 Abs. 9 SGB II).

## Inhalt
Das SGB II regelt die Leistungsansprüche von erwerbsfähigen Personen ab 15 Jahren bis zum Erreichen der Regelaltersgrenze sowie ihrer im Haushalt lebenden Eltern, unverheirateten Kinder und Partner, soweit diese ihren Lebensunterhalt nicht aus eigenen Mitteln bestreiten können (§ 7 SGB II). Die Grundsicherung für Arbeitsuchende umfasst Leistungen zur Beratung, zur Beendigung oder Verringerung der Hilfebedürftigkeit insbesondere durch Eingliederung in Ausbildung oder Arbeit und zur Sicherung des Lebensunterhalts (§ 1 Abs. 3 SGB II).
Vor Inkrafttreten des SGB II erhielten Arbeitslose im Anschluss an das befristete Arbeitslosengeld zeitlich unbegrenzt Arbeitslosenhilfe nach dem SGB III, die sich beide an der Höhe des vorher bezogenen Nettoentgelts orientierten. Die Arbeitslosenhilfe wurde durch das Arbeitslosengeld II nach dem SGB II ersetzt. Es wird zwar ebenfalls unbefristet gewährt, jedoch nur in pauschalierter Höhe ohne Rücksicht auf den bisherigen Lebensstandard. Das Arbeitslosengeld II hat damit den Charakter einer Entgeltersatzleistung verloren. Es braucht nur das verfassungsrechtlich gebotene soziokulturelle Existenzminimum zu sichern.
Der Bewilligungszeitraum beträgt in der Regel ein Jahr. Wird über die Erbringung von Geld- und Sachleistungen vorläufig entschieden oder sind die Aufwendungen für die Unterkunft und Heizung unangemessen, soll er regelmäßig auf sechs Monate verkürzt werden. Die Festlegung des Bewilligungszeitraums erfolgt einheitlich für alle Mitglieder einer Bedarfsgemeinschaft (§ 41 Abs. 3 SGB II).

## Inhaltsübersicht
- Kapitel 1: Fördern und Fordern
- Kapitel 2: Anspruchsvoraussetzungen
- Kapitel 3: Leistungen
  - Abschnitt 1: Leistungen zur Eingliederung in Arbeit
  - Abschnitt 2: Leistungen zur Sicherung des Lebensunterhalts
    - Unterabschnitt 1: Leistungsanspruch
    - Unterabschnitt 2: Bürgergeld
    - Unterabschnitt 3: Abweichende Leistungserbringung und weitere Leistungen
    - Unterabschnitt 4: Leistungen für Bildung und Teilhabe
    - Unterabschnitt 5: Leistungsminderungen
    - Unterabschnitt 6: Verpflichtungen Anderer
- Kapitel 4: Gemeinsame Vorschriften für Leistungen
  - Abschnitt 1: Zuständigkeit und Verfahren
  - Abschnitt 2: Einheitliche Entscheidung
- Kapitel 5: Finanzierung und Aufsicht
- Kapitel 6: Datenverarbeitung und datenschutzrechtliche Verantwortung
- Kapitel 7: Statistik und Forschung
- Kapitel 8: Mitwirkungspflichten
- Kapitel 9: Straf- und Bußgeldvorschriften
- Kapitel 10: Bekämpfung von Leistungsmissbrauch
- Kapitel 11: Übergangs- und Schlussvorschriften

## Träger
Träger der Leistungen nach dem SGB II sind die Bundesagentur für Arbeit einerseits und die Landkreise und kreisfreien Städte als kommunale Träger andererseits. Die Trägerschaft ist gesetzlich jeweils auf einen bestimmten Aufgabenkatalog festgelegt. Die Ausführungszuständigkeiten sind in Art. 91e GG mit dem Zusammenwirken von Bund, Ländern und Gemeinden/Gemeindeverbänden festgelegt.
Zur einheitlichen Durchführung der Grundsicherung für Arbeitsuchende bilden die Träger im Gebiet jedes kommunalen Trägers eine gemeinsame Einrichtung, die Jobcenter genannt wird. Darüber hinaus wurden zunächst 69 kommunale Träger (6 kreisfreie Städte und 63 Landkreise) an Stelle der Bundesagentur für Arbeit als alleiniger Träger sämtlicher Aufgaben des SGB II in ihrem Gebiet zugelassen (zugelassene kommunale Träger, Optionskommune). Seit 2010 wurde diese Anzahl von Zulassungen kommunaler Träger auf insgesamt 108 erhöht. Darunter befinden sich der Kreis Recklinghausen als der bevölkerungsreichste Kreis Deutschlands sowie der Main-Kinzig-Kreis, dessen damaliger Landrat als erster das Modell der Trägerschaft durch Optionskommunen vorgeschlagen hatte, außerdem Großstädte wie Stuttgart, Essen, Wiesbaden.

## Leistungen

### Eingliederung in Arbeit

#### Beratung und Vermittlung
Erwerbsfähige Leistungsberechtigte werden mit dem Ziel der Eingliederung in Arbeit durch Beratung unterstützt und erhalten im Einzelfall die dafür erforderlichen Leistungen. Dazu zählt neben der Vermittlung in Arbeit nach § 35 SGB III auch die berufliche Aus- und Weiterbildung (§ 16 SGB II). Leistungsberechtigte, die das 25. Lebensjahr noch nicht vollendet haben, können zusätzliche Betreuungs- und Unterstützungsleistungen einschließlich einer erforderlichen therapeutische Behandlungen erhalten, um eine schulische, ausbildungsbezogene oder berufliche Qualifikation abzuschließen (§ 16h SGB II).

#### Arbeitsgelegenheiten
Aus dem früheren Bundessozialhilfegesetz wurde das Instrument der gemeinnützigen zusätzlichen Arbeit (GZA, § 19 BSHG) in das SGB II übernommen, das offiziell als „Arbeitsgelegenheit mit Mehraufwandsentschädigung“ bezeichnet wurde, umgangssprachlich „Ein-Euro-Job“. § 16d SGB II sieht zur Erhaltung oder Wiedererlangung der Beschäftigungsfähigkeit Arbeitsgelegenheiten vor, die im öffentlichen Interesse liegen und wettbewerbsneutral sind.

#### Zuschüsse für Arbeitgeber
Das Förderinstrumentarium des SGB II wurde durch das Teilhabechancengesetz mit Wirkung zum 1. Januar 2019 grundlegend erweitert. Seither stehen zwei neue Lohnkostenzuschüsse zur Verfügung, um die Erwerbsbeteiligung besonders arbeitsmarktferner Leistungsberechtigter zu fördern. Je länger die Suche nach Arbeit dauert, desto schwieriger wird nicht nur der Weg zurück in Beschäftigung. Die Betroffenen brauchen daher zielgenaue, individuelle Unterstützung. Seit Januar 2019 stehen den Jobcentern in Deutschland mit dem bereits 2018 verabschiedeten Teilhabechancengesetz zwei neue Maßnahmen zur Verfügung, um langzeitarbeitslose Menschen im Bereich der Grundsicherung für Arbeitsuchende zu fördern. Die „Eingliederung von Langzeitarbeitslosen“ (§ 16e SGB II) und die „Teilhabe am Arbeitsmarkt“ (§ 16i SGB II) sollen arbeitsmarktfernen Leistungsberechtigten einen Zugang zum Arbeitsleben ermöglichen und auf diese Weise ihre Beschäftigungschancen und Teilhabemöglichkeiten verbessern. Bei Begründung eines Arbeitsverhältnisses mit einem langzeitarbeitslosen oder zugewiesenen Erwerbsfähigen können Arbeitgeber durch Zuschüsse zum Arbeitsentgelt gefördert werden.

### Sicherung des Lebensunterhalts

#### Bürgergeld
Erwerbsfähige Leistungsberechtigte erhalten kein Arbeitslosengeld II mehr, sondern Bürgergeld. Nichterwerbsfähige Leistungsberechtigte, die mit erwerbsfähigen Leistungsberechtigten in einer Bedarfsgemeinschaft leben, erhalten kein Sozialgeld mehr, sondern ebenfalls Bürgergeld, soweit sie keinen Anspruch auf Grundsicherung im Alter und bei Erwerbsminderung (Leistungen nach dem Vierten Kapitel des Zwölften Buches) haben. Das Bürgergeld umfasst den Regelbedarf, Mehrbedarfe und den Bedarf für Unterkunft und Heizung (§ 19 Abs. 1 SGB II). 
Das Bürgergeld ist eine steuerfinanzierte Sozialleistung, die sich nicht am früheren Erwerbseinkommen des Arbeitsuchenden orientieren, sondern – nach dem Vorbild der Sozialhilfe – an den „materiellen Voraussetzungen, die für seine physische Existenz und für ein Mindestmaß an Teilhabe am gesellschaftlichen, kulturellen und politischen Leben unerlässlich sind“.
Der Regelbedarf wird in Höhe der jeweiligen Regelbedarfsstufe entsprechend § 28 des SGB XII in Verbindung mit dem Regelbedarfs-Ermittlungsgesetz anerkannt (§ 20 Abs. 1a Satz 1 SGB II). Der Regelbedarf beträgt seit dem 1. Januar 2025 bei alleinstehenden erwachsenen Personen 563 Euro monatlich.

#### Bildung und Teilhabe
Kinder, Jugendliche und junge Erwachsenen erhalten außerdem Leistungen für Bildung und Teilhabe am sozialen und kulturellen Leben in der Gemeinschaft (§ 19 Abs. 2 SGB II). Darunter fällt der persönliche Schulbedarf, Aufwendungen für Schulausflüge und Klassenfahrten oder die Teilnahme an einer gemeinschaftlichen Mittagsverpflegung (§ 28, § 29 SGB II).

## Verhältnis zu anderen Leistungen
Das zu berücksichtigende Einkommen und Vermögen, Unterhaltsansprüche nach bürgerlichem Recht und Leistungen von Trägern anderer Sozialleistungen wie Rente wegen Alters ab Vollendung des 63. Lebensjahres oder Wohngeld und Kinderzuschlag nach dem Bundeskindergeldgesetz schließen die Hilfebedürftigkeit nach dem SGB II aus (§ 9, § 11, § 12a SGB II).
Ältere und dauerhaft voll erwerbsgeminderte Personen mit gewöhnlichem Aufenthalt im Inland erhalten vorrangig Grundsicherung im Alter und bei Erwerbsminderung nach dem SGB XII (§ 5 Abs. 2 SGB II, § 21 SGB XII). SGB-II-Berechtigte sind aber nur von den Leistungen zum Lebensunterhalt nach dem Dritten Kapitel des SGB XII, also den §§ 27 ff. SGB XII, ausgeschlossen und nicht etwa von den anderen Leistungen nach §§ 47 ff. SGB XII (§ 5 Abs. 1 Satz 1 SGB II). Denn diese werden völlig unabhängig davon erbracht, ob und welche Leistungen der Hilfebedürftige zum Lebensunterhalt erhält. Die praktisch wichtigsten sind die Eingliederungshilfe (§ 53 SGB XII), die Hilfe zur Pflege (§ 61 SGB XII) und die Hilfe zur Überwindung besonderer sozialer Schwierigkeiten.
Leistungen nach SGB II sind bei Berufsausbildungsbeihilfe (BAB) oder BAföG-Bezug grundsätzlich ausgeschlossen, es gibt jedoch Ausnahmen.

## Kritik
Das SGB II war schon im Gesetzgebungsverfahren umstritten und ist es seit seinem Inkrafttreten geblieben.
So hat sich zwar seit dem 1. Januar 2005 die Arbeitslosenquote insgesamt verringert, der Anteil der Langzeitarbeitslosen ist jedoch nicht gesunken.
Das Arbeitslosengeld II gewähre wegen des zu geringen Regelsatzes, der zudem durch Sanktionen noch gekürzt werden könne, kein menschenwürdiges Existenzminimum. Die mit der Agenda 2010 gleichzeitig geschaffenen atypischen Beschäftigungsverhältnisse, insbesondere im Niedriglohnsektor, schlössen die Beschäftigten von der gesellschaftlichen Teilhabe aus. Kinderarmut in Bedarfsgemeinschaften und künftige Altersarmut der Leistungsbezieher seien besonders deutliche Zeichen für mangelnde soziale Gerechtigkeit und soziale Spaltung.
Auch nach der Einigung im Vermittlungsausschuss wird das Bürgergeld als zu gering bemessen und nicht bedarfsdeckend kritisiert.
Ein alternativer Ansatz zum Grundsicherungskonzept des SGB II ist das sogenannte Bedingungslose Grundeinkommen. Es soll ohne sozialadministrative Bedürftigkeitsprüfung gewährt werden und nicht die Bereitschaft des Empfängers voraussetzen, einer Erwerbstätigkeit nachzugehen.